# Campionato Primavera 1
Die Campionato Primavera 1 ist die höchste italienische Spielklasse für Fußball-Nachwuchsmannschaften und wird von der Lega Nazionale Professionisti Serie A organisiert.
Die Meisterschaft wurde erstmals im Spieljahr 1962/63 ausgetragen. In den ersten sieben Jahren wurde jeweils ein Serie-A- und ein Serie-B-Meister ermittelt, seit der Saison 1969/70 gibt es einen Gesamtsieger. Der aktuelle Austragungsmodus besteht seit dem Spieljahr 1995/96.
An der professionell ausgerichteten Nachwuchsliga dürfen ausschließlich Vereine der Profiligen Serie A, Serie B und Serie C teilnehmen. Einsatzberechtigt sind Spieler im Alter zwischen 15 und 20 Jahren, wobei für bis zu zwei Spieler diese Regel ausgesetzt werden kann. Durch die große Anzahl an Mannschaften, werden die Vereine in vier Divisionen aufgeteilt, wobei sich die jeweils ersten vier Mannschaften zu einer Aufstiegsrunde qualifizieren. In einer K.-o.-Begegnung mit Hin- und Rückspiel halbiert sich die Zahl der im Turnier verbleibenden Mannschaften. Diese acht Mannschaften spielen ein abschließendes, mehrtägiges Final-Turnier um den Nachwuchsmeister zu ermitteln.

## Nachwuchsmeister der Campionato Primavera 1 (Serie-A-Vereine)
| Nachwuchsmeister | Nachwuchsmeister   | Nachwuchsmeister | Nachwuchsmeister                                                                                  | Nachwuchsmeister |
|                  | Verein             | Titel            | Saison                                                                                            |                  |
| ---------------- | ------------------ | ---------------- | ------------------------------------------------------------------------------------------------- | ---------------- |
|                  | Inter Mailand      | 11               | 1963/64, 1965/66, 1968/69, 1988/89, 2001/02, 2006/07, 2011/12, 2016/17, 2017/18, 2021/22, 2024/25 |                  |
|                  | FC Turin           | 9                | 1966/67, 1967/68, 1969/70, 1976/77, 1984/85, 1987/88, 1990/91, 1991/92, 2014/15                   |                  |
|                  | AS Rom             | 8                | 1972/73, 1973/74, 1977/78, 1983/84, 1989/90, 2004/05, 2010/11, 2015/16                            |                  |
|                  | Lazio Rom          | 5                | 1975/76, 1986/87, 1994/95, 2000/01, 2012/13                                                       |                  |
|                  | Juventus Turin     | 4                | 1962/63, 1971/72, 1993/94, 2005/06                                                                |                  |
|                  | Atalanta Bergamo   | 4                | 1992/93, 1997/98, 2018/19, 2019/20                                                                |                  |
|                  | AC Florenz         | 3                | 1970/71, 1979/80, 1982/83                                                                         |                  |
|                  | US Lecce           | 3                | 2002/03, 2003/04, 2022/23                                                                         |                  |
|                  | AC Cesena          | 2                | 1981/82, 1985/86                                                                                  |                  |
|                  | AC Perugia Calcio  | 2                | 1995/96, 1996/97                                                                                  |                  |
|                  | FC Empoli          | 2                | 1998/99, 2020/21                                                                                  |                  |
|                  | US Sassuolo Calcio | 1                | 2023/24                                                                                           |                  |
|                  | AC Mailand         | 1                | 1964/65                                                                                           |                  |
|                  | Brescia Calcio     | 1                | 1974/75                                                                                           |                  |
|                  | SSC Neapel         | 1                | 1978/79                                                                                           |                  |
|                  | Udinese Calcio     | 1                | 1980/81                                                                                           |                  |
|                  | SSC Bari           | 1                | 1999/00                                                                                           |                  |
|                  | Sampdoria Genua    | 1                | 2007/08                                                                                           |                  |
|                  | FC Palermo         | 1                | 2008/09                                                                                           |                  |
|                  | CFC Genua          | 1                | 2009/10                                                                                           |                  |
|                  | Chievo Verona      | 1                | 2013/14                                                                                           |                  |

## Nachwuchsmeister der Campionato Primavera 1 (Serie-B-Vereine)
| Nachwuchsmeister | Nachwuchsmeister | Nachwuchsmeister | Nachwuchsmeister | Nachwuchsmeister |
|                  | Verein           | Titel            | Saison           |                  |
| ---------------- | ---------------- | ---------------- | ---------------- | ---------------- |
|                  | Hellas Verona    | 2                | 1966/67, 1967/68 |                  |
|                  | Como 1907        | 1                | 1962/63          |                  |
|                  | Udinese Calcio   | 1                | 1963/64          |                  |
|                  | SPAL Ferrara     | 1                | 1964/65          |                  |
|                  | Calcio Padova    | 1                | 1965/66          |                  |
|                  | Brescia Calcio   | 1                | 1968/69          |                  |

## Nachwuchsmeister der Campionato Primavera 1 (Frauenfußball)
| Nachwuchsmeister           | Nachwuchsmeister | Nachwuchsmeister                   |
| Verein                     | Titel            | Saison                             |
| -------------------------- | ---------------- | ---------------------------------- |
| AS Rom                     | 4                | 2022/23, 2021/22, 2020/21, 2019/20 |
| Torino Women ASD           | 4                | 2011/12, 2010/11, 2006/07, 2005/06 |
| SSD Res Roma               | 3                | 2016/17, 2015/16, 2014/15          |
| PCA Atalanta Femminile ASD | 2                | 2008/09, 2007/08                   |
| ACF Milan                  | 2                | 2004/05, 2003/04                   |
| Juventus Turin             | 1                | 2024/25                            |
| AC Mailand                 | 1                | 2023/24                            |
| Inter Mailand              | 1                | 2018/19                            |
| ASD Pink Sport Time        | 1                | 2017/18                            |
| AFD Grifo Perugia          | 1                | 2013/14                            |
| ACF Firenze                | 1                | 2012/13                            |
| GS Roma CF                 | 1                | 2009/10                            |
| ASD Fiammamonza 1970       | 1                | 2002/03                            |
| FC Foroni Verona           | 1                | 2001/02                            |
| Lazio Rom                  | 1                | 2000/01                            |
| SSCF Bardolino             | 1                | 1999/00                            |